# 겐티우스

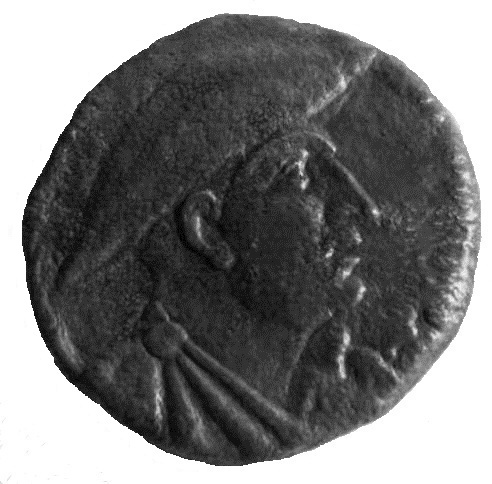
겐티우스의 얼굴을 부조한 동전

겐티우스(고대 그리스어: Γένθιος, 재위 기원전 181년–기원전 168년)는 최후의 아드리아 왕국의 일리리아 왕이다. 이름은 라틴어의 gen, gentis(씨족, 친족, 동족)과 같은 어족의 말인 인도유럽조어인 g'en (낳다)에서 유래한 것처럼 보인다. 그는 로마와 강력한 우방 정책을 펼쳤던 플레우라투스 3세의 아들이다. 겐티우스의 주도는 슈코더르로 당시 아드리아 왕국의 수도이기도 했다.
기원전 180년, 통치 초기에 달마타이와 다오르손은 겐티우스로부터 독립하겠다고 선언했고, 리존도 로마로부터 면책을 받고, 그가 패배하기도 전에 겐티우스를 배신했다. 그는 다르다니의 왕 모누니우스 2세의 딸 에투타와 결혼을 했다.
기원전 171년, 겐티우스는 마케도니아와 대항하기 위해 로마와 연합했지만, 기원전 169년 태도를 바꿔 마케도니아의 페르세우스와 연합하여 로마를 치게 된다. 겐티우스가 다스리던 아드리아 왕국의 최남단 도시는 리수스였는데, 제1차 일리리아 전쟁 이후 확정된 위치였다. 그는 사자가 아니라 밀정으로 왔다는 명분으로 2명의 로마 사절을 체포하고, 로마와 연합한 아폴로니아와 다르하키움의 도시를 파괴했다.
기원전 168년, 그는 20~30일만에 아니키우스 갈루스가 이끄는 로마군에게 스코드라에서 패배하였다. 이듬해 로마에 포로로 끌려가 갈루스의 개선식에 구경거리가 되었으며, 이후 이구비움에 억류되었다. 그의 사망일은 알려져 있지 않다. 그의 패배이후 로마는 이 지역을 ‘메리스’라고 불리는 3개의 행정구역으로 쪼갰다. 첫 번째 메리스의 범위는 알려져 있지 않지만, 두 번째는 라베아테스, 세 번째는 아크루비움, 리존, 올키니움과 그 주변 지역이었다.